# Організація
Організа́ція (від грец. ὄργανον — інструмент) — цільове  досягнення певної мети.
Переважно термін вживається для означення соціальної групи, яка розподіляє виконання завдань між учасниками для досягнення певної колективної мети.
Організації, створені людиною (людьми), характеризуються наявністю людини як активного ресурсу. Для організацій, створених людиною, характерна наявність функцій управління і планування. Необхідно відзначити, що організація, що входить у більш велику організацію, є для останньої ресурсом. Підприємство — організація для підприємницької діяльності.
Організацією може бути самостійне: підприємство (експлуатант).

## Значення терміна
Вітчизняні економісти терміном «організація» найчастіше позначають складне виробниче утворення, сформоване із виробничо самостійних, але об'єднаних спільним керівництвом підприємств.
У зарубіжній літературі це поняття розглядають набагато ширше. Наприклад, в американському менеджменті організація визначається як «група людей, діяльність яких свідомо координується для досягнення загальної мети або цілей». Таке трактування дає змогу розглядати проблематику організацій комплексно — від дослідження причин виникнення і організаційного оформлення до побудови ефективних організацій (вибору оптимальних організаційних форм і структур, проведення організаційних змін тощо).
Зважаючи на принцип внутрішнього життя, сукупність організацій як соціальних утворень можна класифікувати на формальні і неформальні.
Формальну організацію характеризує певний порядок, зафіксований у статуті, правилах, планах, нормах поведінки, що дає змогу свідомо координувати соціальні взаємодії для досягнення конкретної загальної мети.
Неформальна організація ґрунтується на товариських взаєминах, особистому виборі зв'язків, вона відображає реальний стан справ, який може не відповідати формальній організації і виявляється в наявності «малих» груп (до 10 осіб). Соціальні взаємодії у неформальній організації не мають загальної або свідомо координованої спільної мети.

## Дослідження
Для управління вивчення організації є цінним в основному з інструментальної точки зору.
Для компанії, організація є засобом досягнення мети, для досягнення своїх цілей, які полягають в створенні певних цінностей для зацікавлених сторін (акціонерів, співробітників, клієнтів, постачальників, громади).
Крім того, організацію описують як «функція управління, яка полягає в призначенні завдань, виокремлення завдань для підрозділів і виділення ресурсів для їх виконання в підрозділах».
Прикладом вживання терміна «організація», що відповідає таким випадкам, є поняття організація праці. 

### Загальні риси організацій та їх типи
Організація складається з груп (колективів). За визначенням Марвіна Шоу група (колектив) — це дві і більше особи, які взаємодіють одна з одною таким чином, що кожна особа здійснює вплив на конкретних людей (працівників) і одночасно перебуває під впливом конкретних людей. В організації тісно переплетені два види груп: формальні та неформальні.

#### Формальні групи
Формальні групи створюються за потребою керівника у результаті вертикального та горизонтального поділів праці з метою виконання певних завдань і досягнення конкретних цілей. Виділяють 3 типи формальних груп:
- групи керівників (командні групи): президент компанії і віце-президенти, начальник цеху та його заступники тощо.
- цільові виробничі (господарські) групи: групи технологів, дизайнерів, конструкторів, фінансистів, економістів тощо.
- комітети, які у свою чергу поділяються на спеціальні (комітет з усунення браку на виробництві, комітет зі скорочення працівників, ліквідаційна комісія) та постійні (ревізійна комісія, науково-технічна рада, рада директорів тощо).

#### Неформальні групи
Неформальні групи створюються спонтанно на засадах соціальної взаємодії. Працівники вступають у неформальні групи для задоволення почуття причетності, взаємодопомоги, взаємозахисту, тісного спілкування. У неформальних групах є також певна структура, неформальний лідер, вони використовують у своїй діяльності неписані правила (норми), але управляти ними значно складніше, ніж формальними групами.

### Загальні риси організацій
1. наявність ресурсів: людей, капіталу, матеріалів, технології, інформації, часу тощо.
2. залежність від зовнішнього середовища (економічних умов, громадських організацій, міжнародних подій, законодавчих актів, конкурентів, менталітету суспільства тощо).
3. горизонтальний поділ праці (виділення конкретних завдань), підрозділи, які виникли в результаті горизонтального поділу праці.
4. вертикальний поділ праці, спрямований на координацію роботи, тобто здійснення процесу управління.
5. необхідність управління.
6. наявність формальних та неформальних груп.
7. здійснення певних видів діяльності (виробничої, фінансової, інвестиційної, торговельної, науково-дослідної тощо).

## Організаційні структури
Вивчення організації охоплює дослідження організаційної структури з метою її оптимізації.

## Особливості організації
Організація як специфічне соціальне утворення, форма спільної діяльності людей у виробництві матеріальних благ (товарів) і послуг, наділена певними особливостями. Успішний менеджмент (управління) організацій передбачає розуміння їх основних рис і принципів функціонування, складових внутрішнього і зовнішнього середовища, розвитку організацій у різних соціально-економічних формаціях, особливостей комерційних і некомерційних організацій, функцій, способів управління організаційним розвитком.